# Человеколев
Человеколев (нем. Löwenmensch) — статуя существа с человеческим телом и львиной головой, найденная археологами в Германии. Сделанная из бивня мамонта, статуя считается одной из древнейших известных скульптур в мире и самой древней зооморфной скульптурой. Учёные полагают, что фигура, возможно, представляет собой изображение божества и являлась предметом религиозного поклонения. После проведения радиоуглеродного анализа возраст человекольва был оценён в 32 тыс. лет. Позднее была произведена новая датировка, в соответствии с которой возраст скульптуры составляет 40 тыс. лет.

## Описание
Скульптура имеет высоту 29,6 см, ширину 5,6 см и толщину 5,9 см. Она была вырезана из бивня мамонта с использованием каменного ножа, сделанного из кремня. На левой руке фигурки вырезаны семь параллельных горизонтальных линий.

## История
Во время раскопок в начале 1930-х годов в долине Лонеталь в скальном массиве Холенштайн в Швабском Альбе неподалёку от города Ульм, немецкие археологи обнаружили систему пещер с большим количеством доисторических артефактов. В 1937 году под руководством профессора Роберта Ветцеля начали проводиться систематические археологические раскопки в пещере Штадель (нем. Stadel) в 2,5 км от Ассельфингена, и два года спустя, 25 августа 1939 года, Отто Фёльцинг обнаружил сотни осколков бивня мамонта. Это был предпоследний день раскопок, которые прервались по причине начала Второй мировой войны. Без проведения какого-либо научного анализа находки были сданы на склад.
Тридцать лет спустя, в 1969 году, профессор Йоахим Хан во время составления списка артефактов в музее заметил сходство между осколками и догадался, что они представляли собой фрагменты статуэтки. Он провёл работу по реставрации, составив из примерно двухсот осколков человекоподобную фигуру без головы и других фрагментов частей тела. Ранее археологи находили лишь фигурки, представлявшие собой различных животных и птиц, но подобная, столь ранняя морфологическая комбинация человека и животного была найдена впервые. Йоахим Хан расценил фигурку как «выражение мистическо-религиозных чувств людей каменного века».
К осени 1987 года в распоряжении учёных оказалось ещё некоторое количество осколков, с помощью которых в Государственном музее Вюрттемберга в Штутгарте историк Элизабета Шмидт и реставратор Уте Вольф вновь в течение полугода проводили реставрационную работу, восстановив также и голову статуэтки. С 1988 года фигурка находится в экспозиции музея. Изначально профессор Хан расценил фигуру как мужскую, но профессор Элизабет Шмид, проведя дополнительные исследования, определила фигурку как женскую и назвала её «женщиной-львицей» (нем. Lowenfrau). Интерпретация данной археологической находки очень сложна. Исследователи отмечают, что у скульптуры человекольва есть определённое сходство с наскальной живописью в пещерах Франции, которая, однако, датируется более поздним периодом.
После того как данный артефакт был реставрирован и идентифицирован, в одной из пещер в том же регионе Германии археологами была обнаружена ещё одна подобная фигурка меньших размеров. Учёные предполагают, что человеколев, возможно, являлся предметом религиозного поклонения у людей позднего палеолита.
Немецкие кришнаиты проводят параллель между человекольвом и индуистским богом Нарасимхой, аватарой Вишну, поклонение которому существует по сей день, в основном, в Южной Индии.
Скульптура человекольва является частью экспозиции городского музея в Ульме (нем. Ulmer Museum) (Германия).